# 라로슈앙아르덴

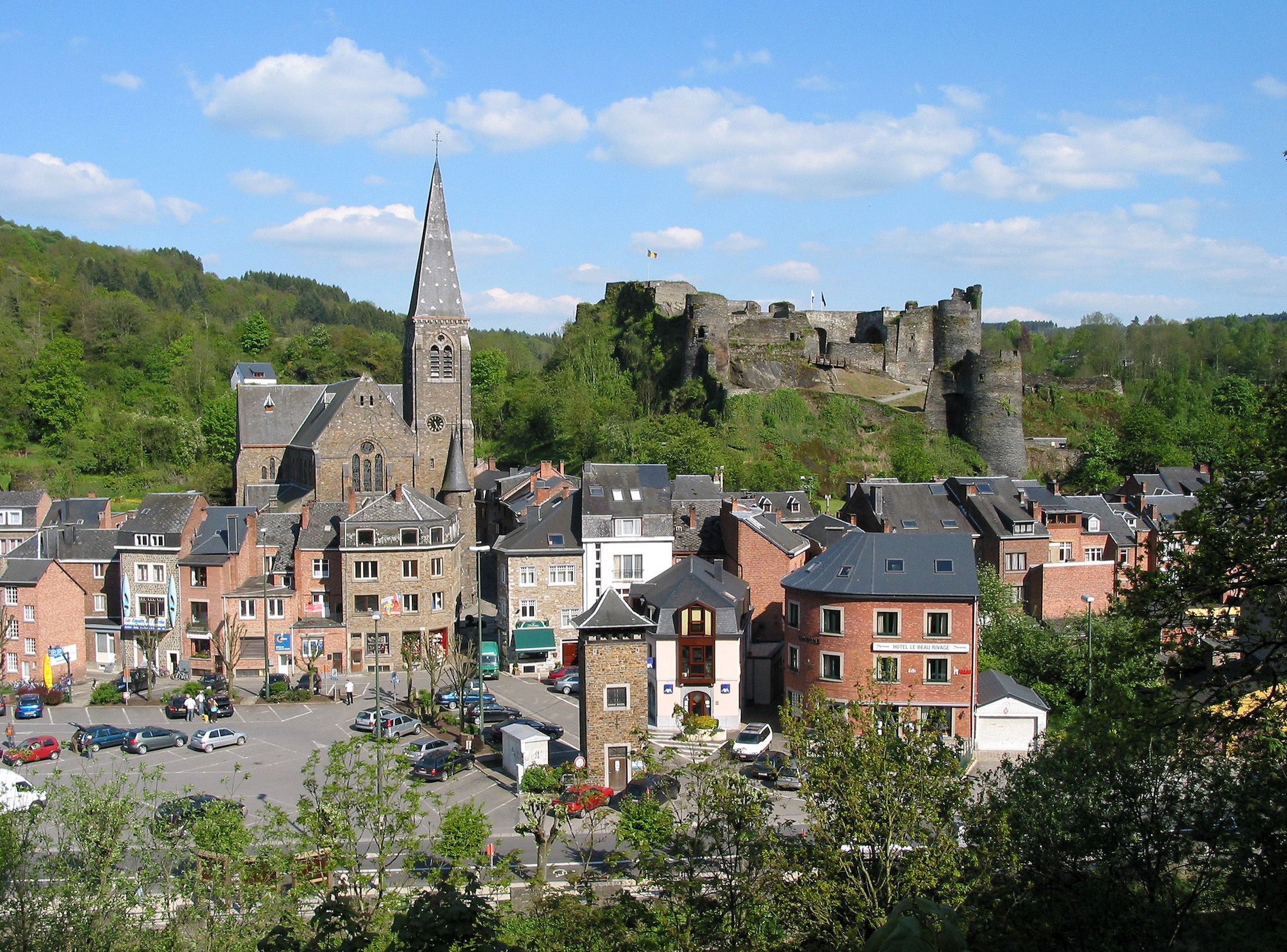
라로슈앙아르덴

라로슈앙아르덴(프랑스어: La Roche-en-Ardenne)은 벨기에 왈롱 뤽상부르주에 위치한 도시로 면적은 147.52km2, 인구는 4,247명(2013년 1월 1일 기준), 인구 밀도는 29명/km2이다.

시 문장